# Thomas Bines
Thomas Bines (* in Trenton, New Jersey; † 9. April 1826 in Lower Penns Neck, New Jersey) war ein US-amerikanischer Politiker. In den Jahren 1814 und 1815 vertrat er den Bundesstaat New Jersey im US-Repräsentantenhaus.

## Werdegang
Thomas Bines besuchte die öffentlichen Schulen seiner Heimat. Im Jahr 1802 wurde er zum amtlichen Leichenbeschauer im Salem County ernannt; von 1808 bis 1810 war er in diesem Bezirk als Sheriff Leiter der Polizeibehörde. Politisch war er Mitglied der von Thomas Jefferson gegründeten Demokratisch-Republikanischen Partei.
Nach dem Tod des Abgeordneten Jacob Hufty wurde Bines bei der fälligen Nachwahl für den sechsten Sitz von New Jersey als dessen Nachfolger in das US-Repräsentantenhaus in Washington, D.C. gewählt, wo er am 2. November 1814 sein neues Mandat antrat. Da er bei den regulären Wahlen des Jahres 1814 auf eine weitere Kandidatur verzichtete, konnte er bis zum 3. März 1815 nur die laufende Legislaturperiode im Kongress beenden. In dieser Zeit endete der Britisch-Amerikanischen Krieg.
Ab 1822 war Thomas Bines Friedensrichter in Lower Penns Neck. Dieses Amt bekleidete er bis zu seinem Tod am 9. April 1826.